# Bazylika Narodzenia Najświętszej Maryi Panny w Szydłowie
Bazylika Narodzenia Najświętszej Maryi Panny w Szydłowie – barokowa bazylika mniejsza w Szydłowie na Litwie, zbudowana w latach 1760–1786.

## Historia
W roku 1612 (być może w 1607 lub 1608) miejscowym dzieciom miała ukazać się Matka Boża i powiedzieć, że w tym miejscu stał dawniej kościół. O zdarzeniu powiadomiono kurię biskupią w Worniach. W wyniku śledztwa odkopano skrzynię, zawierającą dokumenty, ornaty i obraz z kościoła stojącego w tym miejscu, zlikwidowanego związku z przejściem na kalwinizm właściciela dóbr.
Po rozpowszechnieniu się wiadomości o objawieniu i znalezieniu skrzyni, do Szydłowa zaczęły przybywać pielgrzymki. Majątek kościelny przejęty przez kalwinów zwrócono kościołowi katolickiemu po wyroku sądu w 1622, a na miejscu objawienia postawiono drewniany kościół, konsekrowany w 1651. W 1760 rozpoczęto budowę nowej świątyni, istniejącej do dzisiaj. Po zakończeniu budowy nowego kościoła, 8 października 1786 dokonano koronacji obrazu (koroną poświęconą przez Piusa VI). W uroczystościach brało udział 12 biskupów, 5 wojewodów oraz około 30 tysięcy wiernych z Litwy, Polski i Prus. Stary kościół pozostawiono jako kaplicę.
Sanktuarium stało się jednym z najważniejszych miejsc kultu kultu maryjnego na Litwie oraz celem pielgrzymek. Obraz w głównym ołtarzu uznawany jest za cudowny. Odpusty gromadzą wielotysięczne gromady wiernych. W czasach II Rzeczypospolitej bywało nawet 100 tysięcy wiernych.
W 1976 papież Paweł VI podniósł kościół do rangi bazyliki mniejszej. W 1993 Jan Paweł II odwiedził sanktuarium w czasie swej pielgrzymki.

## Architektura
Kościół zbudowano jako halowy o trzech nawach. Budowla ma pięcioboczne prezbiterium i dwie niskie zakrystie. Wysoka fasada z dwiema wieżami zwieńczona frontonem attyką ozdobiona jest pilastrami i rozwinięte gzymsy. Nad portalem polichromie. Elewacje z czerwonej cegły, otynkowane są tylko fragmenty.

## Wyposażenie
Wyposażenie wewnętrzne kościoła zachowało się z czasów barokowych. Liczne stiukowe ołtarze autorstwa Tomasza Podhajskiego wykonane zostały w latach 1762–1778. Prospekt organowy, wykonany w 1789. Obraz Matki Bożej Szydłowskiej (w ołtarzu głównym) jest, pochodzącą z XVII wieku, kopią poprzedniego obrazu, datowanego na wiek XV, który został spalony w czasie reformacji.